# Ndé
Le Ndé (Noblesse Dignité Elégance) est un département du Cameroun situé dans la région de l'Ouest. Son chef-lieu est Bangangté.

## Géographie
Le département du Ndé fait partie de la Région de l'Ouest. 

Il est limitrophe au nord et à l'ouest des départements Haut-Nkam, Hauts-Plateaux, Koung-Khi, Noun, mais également  au sud Ouest du département du Nkam dans la Région du Littoral et au sud-est du département du Mbam-et-Inoubou dans la Région du Centre. 

## Histoire
Un poste administratif est établi à Bangangté le 14 juin 1930. Un an plus tard, le 5 mai 1931, la subdivision de Bangangté est créée au sein de la circonscription de Dschang, renommée circonscription bamiléké en 1939. En 1960, lors du démembrement du département bamiléké, Bangangté devient un département à part entière. En février 1961, il est rebaptisé département du Ndé, d'après la rivière qui marque sa frontière sud avec le département du Mbam.
Bazou et Tonga, initialement des districts, sont créés le 31 décembre 1960 et sont ensuite élevés au rang d'arrondissements.
Le département compte alors trois communes mixtes rurales : Bangangté, Bazou et Tonga, chacune correspondant à son arrondissement. Plus tard, la commune de Bassamba est créée, portant le total à quatre communes.

## Langue
Les langues du Ndé sont le médumba  et le nda'nda'.

## Économie

### Jours du marché
Les huit jours[Quoi ?] de marché sont :
1. Nli'nkong
2. Ntassan
3. Nguédjou
4. Nli'nkap
5. Nzeugueu
6. Nzedjo
7. Nzeleun
8. Nli'ntio

## Organisation territoriale
Le département est découpé en quatre arrondissements et/ou communes :
| COG    | Communes  | Chef-lieu | Superficie (km2) | Population (2005) |
| ------ | --------- | --------- | ---------------- | ----------------- |
| OU0601 | Bangangté | Bangangté | 829              | 63 595            |
| OU0602 | Bazou     | Bazou     | 221              | 14 912            |
| OU0603 | Tonga     | Tonga     | 533              | 13 528            |
| OU0604 | Bassamba  | Bassamba  | 11,4             | 2 814             |

## Villages
Le département du Ndé compte 13 villages à savoir :
1. Badounga
2. Bamaha
3. Batchingou
4. Bahouoc
5. Bamena
6. Bakong_(Cameroun)
7. Bangang-Fokam
8. Bazou
9. Bangoua
10. Bagnou
11. Balengou
12. Bangangté
13. Bangoulap

## Chefferies traditionnelles
En 2015, le département du Ndé compte 13 chefferies traditionnelles de 2e degré reconnues par le ministère de l'administration du territoire et de la décentralisation :
- 724 : Chefferie Bagnou
- 725 : Chefferie Bangoua
- 726 : Chefferie Bamena
- 727 : Chefferie Bangoulap
- 728 : Chefferie Batchingou
- 729 : Chefferie Bangang-Fokam
- 730 : Chefferie Bahouoc
- 731 : Chefferie Bazou
- 732 : Chefferie Balengou
- 733 : Chefferie Bakong
- 734 : Chefferie Bandounga
- 725 : Chefferie Bamaha

## Éducation

### Lycées
| Nom                           | Région | Département | Arrondissement | Nbre Élèves | Nbre Prof. | Localisation                |
| ----------------------------- | ------ | ----------- | -------------- | ----------- | ---------- | --------------------------- |
| Lycée de Bazou                | Ouest  | Ndé         | Bazou          | 1,214       | 33         | 5° 12′ 02″ N, 10° 23′ 01″ E |
| C.E.S. Bilingue de Badounga   | Ouest  | Ndé         | Tonga          | 115         | 5          | 5° 12′ 02″ N, 10° 23′ 01″ E |
| C.E.S. de Babou               | Ouest  | Ndé         | Bangangté      | 255         | 7          | 5° 12′ 02″ N, 10° 23′ 01″ E |
| C.E.S. de Bahouoc             | Ouest  | Ndé         | Bazou          | 76          | 4          | 5° 12′ 02″ N, 10° 23′ 01″ E |
| C.E.S. de Balengou Kassang    | Ouest  | Ndé         | Bazou          | 191         | 6          | 5° 12′ 02″ N, 10° 23′ 01″ E |
| C.E.S. de Bangoua-Sud         | Ouest  | Ndé         | Bangangté      | 74          | 4          | 5° 12′ 02″ N, 10° 23′ 01″ E |
| C.E.S. de Bazou Rural         | Ouest  | Ndé         | Bazou          | 50          | 3          | 5° 12′ 02″ N, 10° 23′ 01″ E |
| C.E.S. de Louh-Tougwe         | Ouest  | Ndé         | Bangangté      | 30          | 2          | 5° 12′ 02″ N, 10° 23′ 01″ E |
| C.E.S. de Nkong -Ngam         | Ouest  | Ndé         | Bangangté      | 77          | 4          | 5° 12′ 02″ N, 10° 23′ 01″ E |
| Lycée Bilingue de Bangangté   | Ouest  | Ndé         | Bangangté      | 1,097       | 26         | 5° 12′ 02″ N, 10° 23′ 01″ E |
| Lycée Bilingue de Tonga       | Ouest  | Ndé         | Tonga          | 1,131       | 27         | 5° 12′ 02″ N, 10° 23′ 01″ E |
| Lycée Classique de Balengou   | Ouest  | Ndé         | Bazou          | 690         | 16         | 5° 12′ 02″ N, 10° 23′ 01″ E |
| Lycée Classique de Bangangté  | Ouest  | Ndé         | Bangangté      | 2,890       | 72         | 5° 12′ 02″ N, 10° 23′ 01″ E |
| Lycée de Bamena               | Ouest  | Ndé         | BanganGté      | 1,003       | 25         | 5° 12′ 02″ N, 10° 23′ 01″ E |
| Lycée de Bangang-Fokam        | Ouest  | Ndé         | Bangangté      | 245         | 8          | 5° 12′ 02″ N, 10° 23′ 01″ E |
| Lycée de Bangoua              | Ouest  | Ndé         | Bangangté      | 711         | 18         | 5° 12′ 02″ N, 10° 23′ 01″ E |
| Lycée de Bangoulap            | Ouest  | Ndé         | Bangangté      | 324         | 10         | 5° 12′ 02″ N, 10° 23′ 01″ E |
| Lycée de Bantoum              | Ouest  | Ndé         | Bangangté      | 404         | 11         | 5° 12′ 02″ N, 10° 23′ 01″ E |
| Lycée de Bassamba             | Ouest  | Ndé         | Bassamba       | 601         | 20         | 5° 12′ 02″ N, 10° 23′ 01″ E |
| Lycée technique de Batchingou | Ouest  | Ndé         | Bangangté      | 300         | 12         | 5° 12′ 02″ N, 10° 23′ 01″ E |

### Universités et Établissements de Formation
- L’université des Montagnes (UdM)|L’université des Montagnes (UdM) fondée en 2000
- École d'Ingénierie Industrielle de Bangangté (E2i) crée en 2008 par l’arrête ministérielle Arrêté de création N° 08/ 0096 / MINESUP / du 05 mai 2008, suivi de l'Arrêté d’ouverture N°12 / 0373 / MINESUP/ du 16 aout 2012[10].
- Ecole Privée des Sciences de la Santé MENO de Bamena, crée 2024

## Particularités
- La Chefferie de Bangoua avec son Musée Royal d'Art africain traditionnel est réputée.
- Le village Bangoulap est également identifie avec son lieu sacre: Ntagni
- Le village Bamena est situé dans l’arrondissement de Bangangté, département du Ndé dans la région Bamiléké à l’ouest du Cameroun.
- Le village Batchingou est situé dans l’arrondissement de Bangangté, département du Ndé dans la région Bamiléké à l’ouest du Cameroun. Il a la particularité d'être protecteur envers les autres.